# الصرحة (المحويت)
الصرحه هي إحدى قرى الجمهورية اليمنية. وهي تتبع جغرافيًا لمحافظة المحويت. وإداريًا لمديرية شبام كوكبان. يبلغ تعداد سكانها 1379 نسمة حسب الإحصاء الذي جرى عام 2004.